# Baidju
Baidju o Baiju fou un general mongol, governador de Pèrsia el segle xiii. Era un noble o noyan (noble cap).
A la mort del general Tchormaghan el 1241, governador de Pèrsia, Baidju el va succeir (el mateix 1241 o el 1242) i va governar el territori del 1242 al 1256).
Fou Baidju el primer que va atacar el Soldanat de Rum on regnava Kai Khosraw II (1237-1245), assaltant i saquejant Erzerum (1242) i després derrotant a l'exèrcit seljúcida dirigit pel mateix soldà a Kozadagh prop d'Erzindjan el 26 de juny de 1243 en la batalla de Köse Dağ; després d'aquesta victòria el general mongol va entrar a Sivas, que per haver-se rendit a temps només fou saquejada però no destruïda. Tokat i Qaisariya que van voler resistir foren saquejades i parcialment destruïdes. Kai Khosraw va implorar la pau i la va obtenir a canvi de declarar-se vassall del gran kan. Ara els mongols eren veïns de l'Imperi Romà d'Orient.
El rei de l'Armènia Menor, Hetum I (1226-1269) va tenir l'habilitat de posar-se voluntàriament sota sobirania del gran kan el que protegia al seu regne dels seljúcides i dels mamelucs (1244). El 1245 Baidju va ocupar Khelat i Amida, i la primera fou entregada als seus vassalls georgians. L'atabeg de Mosul, Badr al-Din Lulu, polític prudent, va reconèixer espontàniament, com el rei de l'Armènia Menor, la sobirania del gran kan.
El 1246 fou elegit nou gran kan Guyuk, que va enviar a Pèrsia a un home de la seva confiança, Eldjigidai, com una mena d'alt comissari, que del 1247 al 1251 va governar superposat al general Baidju, comandant de l'exèrcit mongol del Mughan. Eldjigidai va ser purgat quan va ser nomenat gran kan Mongke, el 1251.
El 1254 va ser nomenat gran kan Hulagu (Hulegu) que va renyar a Baidju per no haver estès més l'imperi i el va privar del govern (1256), però va continuar servint com a general, primer contra el soldà de Rum (que no havia pagat el tribut), en la campanya de Bagdad del 1258 i en la campanya de Síria cap a Egipte (1259). Probablement es va retirar a Pèrsia o Mongòlia després de la derrota d'Ain Jalut el 1260, si és que no va morir en aquesta campanya.